# Ali Fazal
Ali Fazal (Lucknow, 15 de octubre de 1986) es un actor indio habitual de Bollywood, conocido por su actuación en películas como 3 Idiots y Victoria & Abdul.

## Vida
Ali Fazal es oriundo de Lucknow en Uttar Pradesh. Asistió a la escuela Doon en Dehradun, donde desarrolló su pasión por el teatro.

## Carrera profesional
Comenzó su carrera en la televisión con apariciones en comerciales de televisión incluyendo: Pizza Hut, Union Bank de la India, LG, Slice y Micromax móviles.
Mientras asistía a clases de actuación, el director de cine Rajkumar Hirani señaló que Ali era un fuerte candidato para un próximo papel en 3 Idiotas de Bollywood. La película se caracterizó por sus elogios de crítica y taquilla haciendo la aparición de Fazal junto a Aamir Khan y Kareena Kapoor un gran avance en su carrera. También realiza obras en el teatro Prithvi en Juhu.

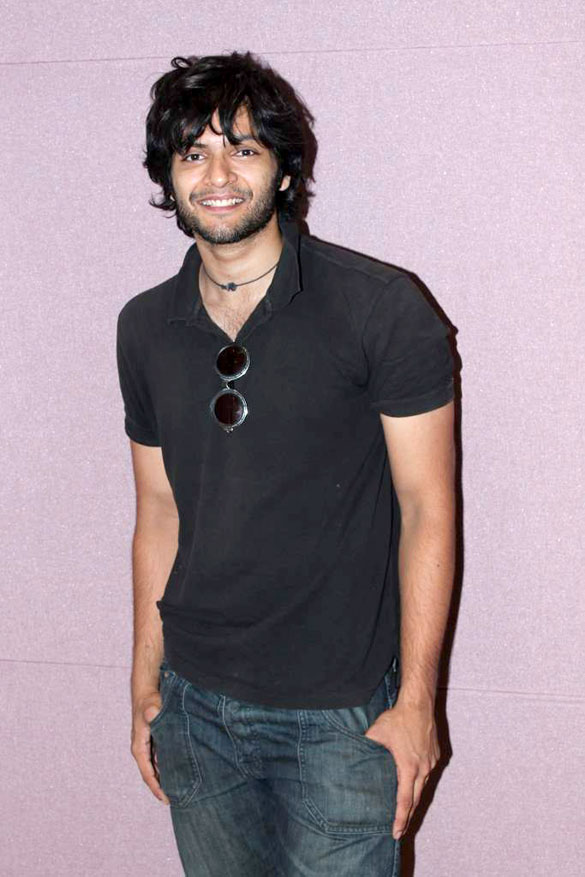
Ali Fazal

En la película, 3 Idiotas, Fazal interpretó a un estudiante de ingeniería de "Alegría" (la muerte del personaje marca un catalizador cambio en la película), y la aparición en la canción Dame sol desvanecido las audiencias. Como tal, Fazal ganó notoriedad desde el papel en la película (ahora visto como un golpe de "Blockbuster todos los tiempos"). Poco después Fazal fue recogido por la superestrella de la India, Shahrukh Khan de producciones Red Chillies Entertainment para el papel estrella en su película Siempre Kabhi Kabhi (Always Kabhi Kabhi en inglés), donde Fazal apareció como protagonista junto a Giselli Monteiro. Shahrukh Khan creyó firmemente en el proyecto, haciendo varias apariciones en los medios de comunicación en su nombre. Aunque se esperó que fuera uno de los mayores éxitos del mes en la India, desafortunadamente no le fue bien. Afortunadamente para el joven actor, Fazal recibió una gran cantidad de comentarios positivos con los críticos escribiendo que su actuación en "Siempre Kabhi Kabhi" fue una actuación estupenda, y también de parte de los espectadores.
En 2013 Fazal tiene un gusto de éxito, cuando su la película Fukrey se convirtió en el éxito sorpresa del año. Fazal continuó haciendo grandes proyectos como Bobby Jasoos frente a Vidya Balan & Murder 4. También levantó muchas cejas cuando cerraba un papel en Hollywood en la película de acción Furious 7.

## Filmografía
| Año  | Película                  | Personaje            | Notas |
| ---- | ------------------------- | -------------------- | ----- |
| 2008 | The Other End of the Line | Vij                  |       |
| 2009 | 3 Idiotas                 | Joy Lobo             |       |
| 2011 | Siempre Kabhi Kabhi       | Sameer "Sam" Khanna  |       |
| 2013 | Fukrey                    | Zafar                |       |
| 2013 | Baat Ban Gayi             | Kabir                |       |
| 2014 | Bobby Jasoos              | Tasawur              |       |
| 2014 | Ek Tho Chance             | TBA                  |       |
| 2014 | Sonali Cable              | TBA                  |       |
| 2015 | Khamoshiyan               | TBA                  |       |
| 2015 | Furious 7                 | Zafar                |       |
| 2017 | Victoria & Abdul          | Abdul                |       |
| 2022 | Death on the Nile         | Andrew Katchadourian |       |
| 2025 | Rule Breakers             | Samir Sinha          |       |